# بول غرين
بول غرين (بالإنجليزية: Paul Green)‏ (10 أبريل 1983 المملكة المتحدة - ) هو لاعب كرة قدم أيرلندي يلعب كلاعب وسط.

## مسيرته الكروية
لعب بول غرين خلال مسيرته الاحترافية مع 7 أندية في واحد وعشرون موسمًا وسجل خلالها 56 هدفًا ضمن 600 مباراة. ولم يفز بأي موسم بالكأس أو بالدوري.
خاض بول غرين مسيرته مع نادي دونكاستر روفرز في موسم 2001–02 ليلعب معه سبعة مواسم، مشاركًا في 239 مباراة سجل خلالها 32 هدفًا. ثم انتقل إلى نادي ديربي كاونتي في موسم 2008–09 ليلعب معه أربعة مواسم، حيث شارك في 125 مباراة سجل خلالها 10 أهداف. لينتقل بعدها إلى نادي ليدز يونايتد في موسم 2012–13 ولمدة موسمين، مشاركًا في 42 مباراة سجل خلالها 4 أهداف. ثم انتقل إلى نادي إيبسويتش تاون في موسم 2013–14 لمدة موسم واحد، مشاركًا في 14 مباراة سجل خلالها هدفين. هذا وانتقل لاحقًا إلى نادي روذرهام يونايتد في موسم 2014–15 ولمدة موسمين، مشاركًا في 61 مباراة سجل خلالها 3 أهداف. ثم انتقل بعدها إلى نادي أولدهام أثلتيك في موسم 2016–17 ولمدة موسمين، مشاركًا في 47 مباراة سجل خلالها هدفًا واحدًا. ليعود وينتقل من جديد، لكن هذه المرة إلى نادي كرو ألكساندرا في موسم 2017–18 واستمر معه طيلة ثلاثة مواسم، مشاركًا في 72 مباراة سجل خلالها 4 أهداف.

## وصلات خارجية
بول غرين على موقع الاتحاد الأوربي (الإنجليزية)
- بول غرين على موقع قاعدة بيانات كرة القدم.إي يو (الإنجليزية)
- بول غرين على موقع ناشيونال فوتبول تيمز (الإنجليزية)
- بول غرين على موقع Soccerbase.com (لاعب) (الإنجليزية)
- بول غرين على موقع عالم كرة القدم.نت (الإنجليزية)